# Giovanni Voyer
Giovanni Voyer, nom artístic de Jean Boyer (Benicarló (Baix Maestrat), 28 d'octubre, 1901 – Lisboa (Portugal), 29 de novembre, 1976), va ser un tenor espanyol.

## Biografia
Nascut com a Jean Boyer de pares francesos, va esdevenir un tenor líric dramàtic espanyol, però amb una formació artística italiana, amb una veu homogènia, no particularment àmplia però sí dúctil. Va estudiar a Milà i va debutar al Teatro Sociale di Ostiglia el 24 d'octubre de 1927 amb el paper de Pinkerton a l'òpera Madame Butterfly. El 1930, al Teatro San Carlo de Nàpols, va ser Ariuna a La figlie del re d'Adriano Lualdi, dirigida pel compositor.
El 1932, al Teatro Comunale de Florència, va interpretar l'arcàngel Uriel a La Creació. El 1933 va interpretar el paper principal de Lohengrin al Teatro Regio de Torí dirigit per Max von Schillings amb Maria Caniglia i Giuseppe Danise, al Teatro Regio de Parma i al Teatro La Fenice de Venècia amb Cesare Formichi i va ser Ismaele a Nabucco dirigit per Vittorio Gui amb Gina Cigna, Ebe Stignani, Magda Olivero, Carlo Galeffi i Tancredi Pasero al Teatre de la Scala de Milà el 26 de desembre, la nit d'estrena de la temporada.
Fonamental en la seva llarga carrera va ser la seva presència constant als principals teatres italians. A La Scala, el tenor va tornar a participar en les temporades d'òpera del període de 1935 a 1940. A La Fenice va tornar a ser present en les temporades de 1939 a 1951. Al Teatro Verdi de Trieste va oferir una actuació memorable a Tannhäuser amb Renata Tebaldi. L'11 de novembre de 1935 va cantar a la inauguració del recentment restaurat Teatro Comunale de Bolonya, en el paper de Pollione a Norma al costat de Cigna, Stignani i Pasero, sota la direcció del mestre Gino Marinuzzi. També va fer nombroses gires pels principals teatres d'Alemanya, França i Espanya, on va rebre importants elogis de la crítica i del públic. Voyer va fer una contribució fonamental en les temporades de les anomenades "Wagner actuava en italià", especialment en els papers de Tristan, Parsifal, Tannhäuser i Lohengrin. El seu repertori incloïa un nombre considerable de papers, fins a 140. També va ser important el seu compromís amb les interpretacions d'òperes rarament interpretades escrites per compositors italians contemporanis, on el tenor espanyol destacava per la seva bella presència física i la versatilitat de la seva veu. Retirat dels escenaris el 1953, es va dedicar amb passió i competència a l'ensenyament del cant a Amsterdam i La Haia, i des del 1956 al Conservatori de Lisboa fins al 1976.

## Repertori principal
| - Claudio Monteverdi - L'incoronazione di Poppea (Nerone) - Il ritorno d'Ulisse in patria (Ulisse) - Ludwig van Beethoven - Fidelio (Florestano) - Vincenzo Bellini - Norma (Pollione) - Gaspare Spontini - La Vestale (Licinio) - Gaetano Donizetti - Lucia di Lammermoor (Edgardo) - Georges Bizet - Carmen (Don José) - Hector Berlioz - La Damnation de Faust (Faust) - Carl Maria von Weber - Il franco cacciatore (Ottocaro) - Giuseppe Verdi - La traviata (Alfredo Germont) - Nabucco (Ismaele) - Il trovatore (Manrico) - Giacomo Puccini - Madame Butterfly (Pinkerton) - La bohème (Rodolfo) - Umberto Giordano - Andrea Chénier (Andrea Chénier) - Francesco Cilea - Adriana Lecouvreur (Maurizio) | - Richard Wagner - Tristan und Isolde (Tristan) - Parsifal (Parsifal) - Tannhäuser (Tannhäuser) - Lohengrin (Lohengrin) - Die Meistersinger von Nürnberg (Kunz) - Die Walküre (Sigismondo) - Siegfried (Sigfrido) - Modest Mússorgski - Borís Godunov (Grigori-Dimitri) - Alfredo Catalani - La Wally (Giuseppe Hagenbach) - Riccardo Zandonai - Francesca da Rimini (Paolo) - Conchita (Mateo) - Arrigo Boito - Nerone (Nerone) - Richard Strauss - La donna senz'ombra (Imperatore) - Arianna a Nasso (Bacco) - Adriano Lualdi - La figlia del re (Ariuna) - Ottorino Respighi - Belfagor - Maria Egiziaca (Marinaio) | - Ennio Porrino - Gli Orazi (Publio Orazio) - Pasquale La Rotella - Corsaresca - Gianfrancesco Malipiero - Vita è sogno (Principe) - Ildebrando Pizzetti - Debora e Jaele (Re Sisera) - Orseolo (Rinieri Fusinier) - Enrique Granados - Goyescas (Fernando) - Lodovico Rocca - In terra di leggenda (Il fanciullo errante) - Alberto Bruni Tedeschi - Villon (Villon) - Giorgio Federico Ghedini - Re Hassan (Hussein) - Giulio Confalonieri - Rosaspina (Principe) - Mario Peragallo - Collina (Harold Arnett) - Licinio Refice - Margherita da Cortona (Uberto) - Primo Riccitelli - Madonna Oretta |

## Discografia
- Umberto Giordano, Andrea Chénier, "Improvviso" – Columbia Records CQ266
- Umberto Giordano Andrea Chénier, "Come un bel dì" – Columbia Records CQ267
- Giacomo Puccini, Madama Butterfly, "Addio fiorito asil" - Columbia Records D6033
- Giuseppe Verdi, Il trovatore, "Ai nostri monti" - Columbia Records D6110
- Giuseppe Verdi, La traviata, "De' miei bollenti" - Columbia Records CQ264
- Gaetano Donizetti, La favorita, "Una vergine" - Columbia Records CQ714
- Georges Bizet, Carmen, "Il fiore" - Columbia Records D6033
- Ruggero Leoncavallo, Zazà, "Mai più Zazà" – Columbia Records 3626